# هوارد غرين
هوارد غرين (بالإنجليزية: Howard Green)‏ هو أحيائي أمريكي، ولد في 10 سبتمبر 1925 في تورونتو في كندا، وتوفي في 31 أكتوبر 2015.